# Эстония (автомобили)
«Эстония» (эст. Estonia) — серия гоночных автомобилей, (формул) различных классов, выпускавшихся на Таллинском опытном авторемонтном заводе (ТОАРЗ или ТАРК по-эстонски) в Эстонской ССР с 1958 по начало 1990-х годов, тиражом до полсотни экземпляров в год. Столь высокий ежегодный тираж обеспечивался за счёт заказа от ДОСААФ СССР для нужд спортивных клубов организации. Отдельные экземпляры строились в 1990-е годы. Гоночные автомобили «Эстония» принимали участие, как в национальных гоночных соревнованиях, так и в международных (Формула-3).
На начало 1990 года было построено более 1200 экземпляров «Эстоний».

## Список моделей
Жирным курсивом выделены модели выпускавшиеся серийно.
- Эстония-1 (1958) — первая модель завода. Разработана конструктором Антсом Сейлером[пол.]. В основе конструкции — пространственная рама из стальных труб, на которую монтировались алюминиевые кузовные панели. Подвеска всех колес – независимая, на поперечных рессорах. От мотоциклов использовались: колёса тангентные (спицевые), барабанные тормоза, двигатель ИМЗ-М52С (494 см³) который агрегатировался с коробкой передач от автомобиля Volkswagen[5]. В своей первой гонке автомобиль сразу же побил новый рекорд трассы. Построен в единственном экземпляре.
- Эстония-2 (1959) — аналогична «Эстонии-3» (оба автомобиля выпускались одновременно), но с разной подвеской. 1 экземпляр.
- Эстония-3 (1958) — дальнейшее развитие конструкции «Эстонии-1»[6]. Использован двухцилиндровый 500-кубовый двигатель М-52 от мотоцикла Ирбитского производства, форсированный до 35 л. с. Первый серийный гоночный автомобиль марки «Эстония», построено 36 экземпляров[7][3][8].
- Эстония-4 (1960) — построенный Яааном Кююнемаэ[пол.], был использован двигатель от чехословацкого мотоцикла ESO 500. 1 экземпляр.
- Эстония-5 (1961) — автомобиль международной Формула-Юниор, сконструированный Р. Бертеловым и А. Сейлером. Активно использовались комплектующие иностранного производства, в частности двухтактный автомобильный двигатель рабочим объёмом  980 см³ и коробка передач от восточно-германских машин Wartburg. Изначально планировалось запустить серийное производство, но в итоге построили только два экземпляра[9][10].
- Эстония-9 (1966—1969) — первый советский автомобиль соответствующий требованиям международной Формулы-3[11] и первая «Эстония» принявшая участие в Кубке дружбы социалистических стран по кольцевым гонкам (в 1967 году)[12]. Использовались восточно-германские двигатели Wartburg рабочим объёмом 980 см³. Построено 39 экземпляров.
  - Эстония-9М (1969—1971) — модернизация «Эстонии-9». Конструкция передней подвески пружины и амортизаторы были вынесены наружу. Помимо этого, изменённая конструкция рамы допускала установку двигателя как наклонно, так и вертикально.
- Эстония-10 (1964) — автомобиль всесоюзной Формулы-1. Использовался двигатель ГАЗ-21 2500 см³. 1 экземпляр.
- Эстония-11 (1964) — автомобиль всесоюзной Формулы-1. В 1965-м оснащен двигателем ГАЗ-21, в 1966-м ГАЗ-13. 1 экземпляр.
- Эстония-12 (1964) — использован двигатель Москвич 407. 1 экземпляр.
- Эстония-13 (1964) — использован двигатель Москвич 407. 1 экземпляр.
- Эстония-14 (1966) — автомобиль всесоюзной Формулы-1. 1 экземпляр.
- Эстония-15 (1967—1970) — использовала мотоциклетные двигатели Иж-Юпитер 350. Этот автомобиль был в классе между картингом и формулой гонок (изначально Формула-4, а позднее формула «Молодёжная»), что позволяло молодым гонщикам войти в больший класс. Максимальная скорость 160 км/ч. 83 экземпляра.
  - Эстония-15M (1970—1974) — модернизация «Эстонии-15», отличающаяся улучшенной аэродинамикой и лучшим охлаждением двигателя. Выпущено 136 машин.
- Эстония-16 (1968) — использовался 1500-кубовый двигатель от Москвич 412, магниевые колёса и дисковые тормоза на всех колёсах. Интегрированная система огнетушителя СО2. 6 экземпляров.
  - Эстония-16M (1970—1975) — модернизация «Эстонии-16». 100 экземпляров.
- Эстония-17 (1974) — автомобиль всесоюзной Формулы-1. 1 экземпляр.
- Эстония-18 (1972—1976) — технически близок и частично унифицирован с «Эстонией-16М», но с 1300-кубовым двигателем от ВАЗ-21011[13]. Произведено 76 экземпляров. На этой модели в 1975 году впервые советский спортсмен (Мадис Лайв[пол.]) смог выиграть Кубок Дружбы социалистических стран[14].
  - Эстония-18M (1976—1977) — модернизация Эстонии 18. 37 экземпляров.
- Эстония-19 (1977—1979) — радиаторы по бокам, крылья спереди и сзади. Двигатель ВАЗ. 165 экземпляров.
- Эстония-20 (1980—1985) — новая улучшенная аэродинамика. Разработан Мартом Конго[пол.], гонщиком и инженером, и Юри Ива[пол.]. 154 экземпляра.

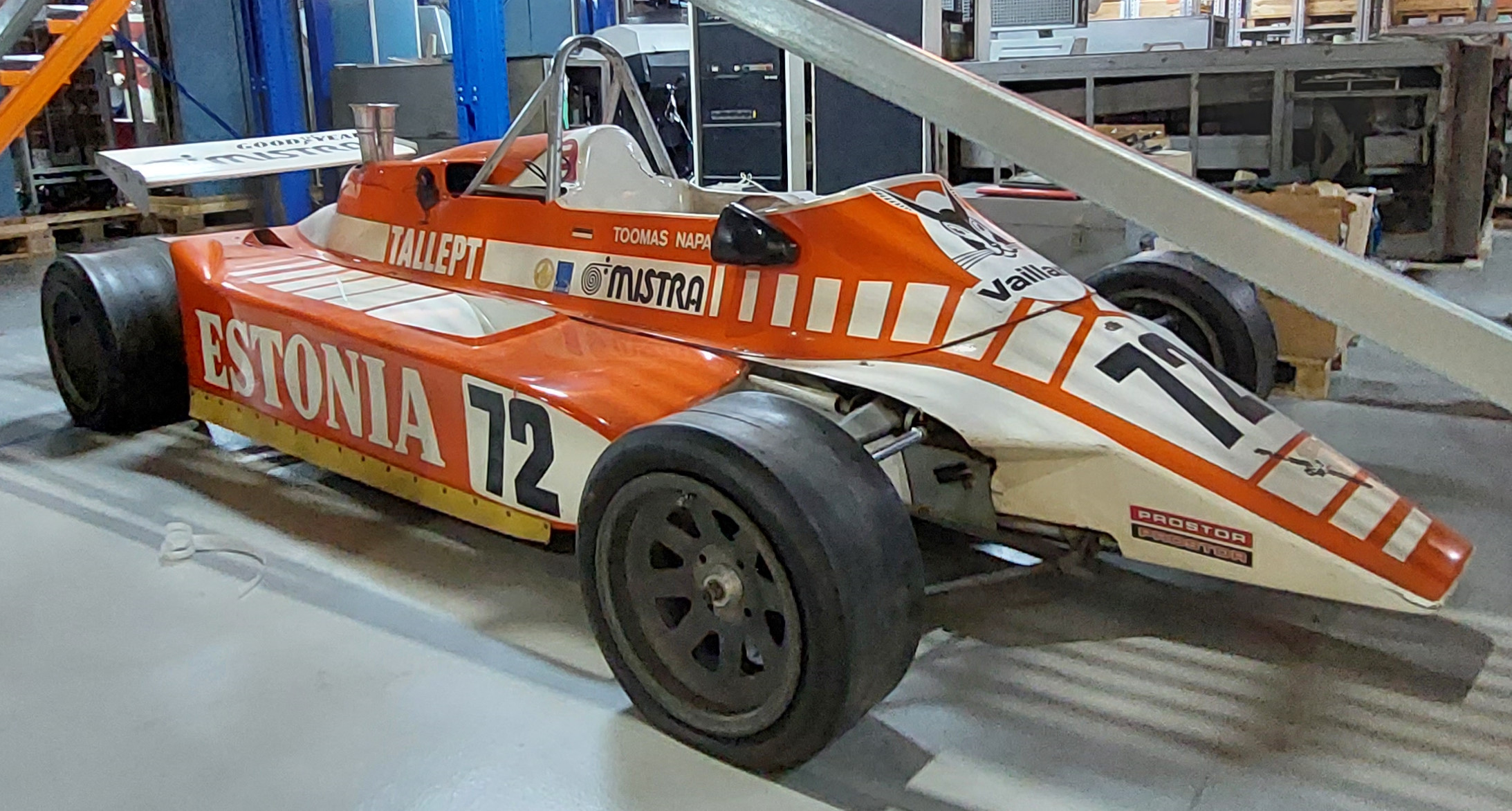
«Эстония-21М» Тоомаса Напы

- Эстония-21 (1980) — спроектирован гоночным инженером Раулем Сарапом[пол.], этот автомобиль стал настоящим прорывом. «Эстония» впервые использовала эффект земли для улучшения аэродинамики и создавалась с оглядкой на Lotus 81[15][16]. Инженеры ТОАРЗа, в частности М. Куусе, прямо признавались на страницах советских профильных СМИ, что считали в то время именно команду «Лотус» законодателем мод в мире «формульных гонок»[17]. Всего было построено 295 автомобилей всех модификаций. Использовался двигатель ВАЗ объёмом 1300 или 1600 см³, с пятиступенчатой коробкой передач[6]. Практически каждый компонент был построен или модифицирован на заводе ТОАРЗ. На модификациях этой модели четыре раза подряд был выигран Кубок Дружбы социалистических стран (1987—1990), одна из самых успешных моделей в этом турнире среди всех, и самая успешная модель «Эстонии» в розыгрышах Кубка[18][14].
  - Эстония-21М (1985—1987) — модификация «Эстонии-21» облегчённая до 420 кг, имевшая почти в пять раз более жёсткую раму, с изменённой компоновкой узлов и агрегатов, уменьшенным весом тормозов и другими новшествами[19][20][21]. Вторая модель ТОАРЗа, на которой удалось победить в Кубке дружбы социалистических стран (Тоомас Напа[эст.] в 1987-м)[14].
  - Эстония-21.10 (1987—1991) — финальная модификация «Эстонии-21», дополнительно облегчённая на 11 кг по сравнению с «Эстонией-21М», с множественными изменениями рамы, подвески, тормозной системы. Имела две версии: поступающую в продажу для спортивных клубов и секций (по цене от 10 530 рублей в 1988 году) и вариант для сборной СССР, с облегчённым на 10 кг кузовом и изменениями в подвеске[2]. Именно на 21.10 были достигнуты наибольшие успехи советских спортсменов в Кубке дружбы социалистических стран, три подряд победы в турнире (Виктор Козанков выиграл в 1988 и 1989 годах, а Александр Потехин в 1990-м)[14].
- Эстония-22 (1981) — построен для Юри Ива в единственном экземпляре. Двигатель был от мотоцикла ИЖ-350, а рама от «Эстонии-15».
- Эстония-23 (1984) — машина для испытания на воздействие грунта, тяговые подвески.
- Эстония-24 (1985) — следующее творение Рауля Сарапа после «Эстонии-21». Использовалось алюминиевое шасси-монокок (первая «Эстония» с монококом)[22] и двигатель ВАЗ 1600 см³ с впрыском топлива и электронным зажиганием. 4 экземпляра.
- Эстония-25 (1989—1994) — разработан Александром Садовским и Яанусом Хейнсаром. Это был первый серийный автомобиль с алюминиевым монококом. Монококи были построены на российском военном вертолетном заводе и весили всего 39 кг. Автомобиль имел толкательную подвеску. Аэродинамические решения испытывались в аэродинамической трубе. Использовались двигатели ВАЗ объёмом 1600 см³ и от VW Golf GTI объёмом 1600—1800 см³ для участия в скандинавских соревнованиях в классе Формула-4. Некоторые автомобили были оснащены западными гоночными компонентами[4]. Произведено 67 экземпляров. Большинство автомобилей было продано в Польшу и Восточную Германию[источник не указан 1043 дня].
- Эстония-26 (1994) — улучшенная аэродинамика, двигатель от VW Golf GTI. Построено 6 экземпляров.
  - Эстония-26-9 (2000) — последний автомобиль марки «Эстония». Улучшена аэродинамика, коробка передач Hewland, тормоза AP, сухой картер двигателя VW, улучшено распределение веса, улучшена подвеска. Произведён 1 экземпляр.

Был план спроектировать и построить автомобиль Estonia 27, но он так и не был реализован. Однако генеральный директор завода Юхан Сейн наставлял таллиннскую команду Formula Student для их первых автомобилей, и поэтому наследие и знания были переданы студентам. Команда Tttk / TTÜ F-Student добилась успеха, войдя в десятку претендентов на раннем этапе[уточнить].

## Технические особенности
Все гоночные автомобили «Эстония» были произведены в довольно непростых условиях. Советская плановая экономика делала массовое производство специальных гоночных двигателей и других узлов очень сложным. При этом атмосфера в Эстонской ССР считалась наиболее свободной в СССР, поэтому было больше возможностей получить информацию о западных гоночных технологиях. Например, можно было ввозить гоночные журналы из близкой Финляндии. Кроме того, финские телевизионные трансляции можно было получить в северной Эстонии, поэтому инженеры TARK смотрели чемпионаты Формулы-1. Кроме того советская Прибалтика к 1970-м годам стала основным негласным центром автомобильного спорта в СССР.
Ранние автомобили «Эстония» использовали малокубатурные мотоциклетные двигатели или однолитровые двухтактные двигатели Wartburg (ГДР), затем двигатели «Москвич». Гонщики (или механики) обычно готовили двигатели сами. С начала 1970-х в основном использовались двигатели от автомобилей ВАЗ объёмом 1,3 или 1,6 л. Двигатели 1,3-литровые использовались в Формуле «Восток», и правила класса были довольно строгими, разрешая только изменения распредвала. Позже 1,6-литровый класс стал более свободным, и мощность двигателя соответственно выросла — до 165 л. с. и даже больше.
Начиная с Эстонии-16, таллинский завод производил свои собственные коробки передач. За основу была взята коробка передач от автомобиля ЗАЗ-968, её перевернули на 180° и использовали разработанную ими систему передач. Все шестерни были быстро заменимы для различных коэффициентов.
Все главные узлы и детали, такие как система рулевого управления, тормоза, амортизаторы, системы зажигания были построены на заводе ТОАРЗ. Были также созданы свои собственные колеса из магния.
Профессиональные гонщики из сборной СССР по кольцевым автогонкам имели специально подготовленные заводские автомобили, с более широкими колесами, более легкими деталями, изготовленными из титана, магния.